# Wysoczka (powiat pilski)
Wysoczka – wieś w Polsce położona w województwie wielkopolskim, w powiecie pilskim, w gminie Wysoka.
W latach 1975–1998 miejscowość należała administracyjnie do województwa pilskiego.